# São Sebastião do Passé
São Sebastião do Passé est une municipalité brésilienne de l'État de Bahia et la Microrégion de Catu.